# Хавско-Шаболовский жилмассив
Хавско-Шаболовский жилмассив (также Хавско-Шаболовский жилой комплекс) — памятник архитектуры, комплекс зданий в стиле рационализма, расположенный в Даниловском районе Южного административного округа города Москвы. Жилой массив расположен в пределах улиц Шаболовка, Лестева, Хавской и Серпуховского Вала и включает дом 13, корпус 3, дом 15, корпуса 1 и 2, дом 19, корпуса 1 и 2, дом 21, корпус 2 по улице Лестева; дом 63, корпус 2, дом 65, корпус 2 и дом 67 по улице Шаболовка; дом 22, корпуса 2 и 3, дом 24, корпуса 1 и 2 и дом 28 по Серпуховскому Валу.

## История
В начале 1920-х годов территория современных Даниловского и Донского районов была застроена, главным образом, деревянными домами в 1—2 этажа. С развитием местной промышленности районы стали площадкой экспериментальной застройки, предназначенной для рабочих близлежащих предприятий. Проектирование одного из них доверили архитекторам-рационалистам из группы АСНОВА — конкурентам конструктивистов из ОСА. Планировка жилого массива была определена в рамках внутреннего конкурса, который выиграл проект выпускника ВХУТЕМАСа и ученика основателя АСНОВА Николая Ладовского Н. Травина, разработанный совместно с И. Л. Йозефовичем и И. П. Киркесали. Архитектурное решение домов разработали участники АСНОВА В. И. Бибиков, К. Носков и профессор школы Баухаус Хиннерк Шепер. Проектирование и строительство были выполнены в 1927—1930 годах.

## Архитектура
По проекту несколько зданий огибали квартал по периметру, а расположенные внутри массива дома были установлены под углом 45° к существующей сетке улиц, воплощая идеи Ладовского о роли пространства в архитектуре. Также в противовес строчной застройке архитекторы выстроили типовые дома в форме букв «Г», создав динамичную композицию с прямоугольными и треугольными дворами и пересекающей комплекс аллеей. Ось аллеи была ориентирована на башни Донского монастыря, углы домов — на Шуховскую башню. В центре квартала был построен 1-этажный клубный корпус, в северо-восточной части квартала — служебный корпус с котельной.
Фасады домов внутри массива были решены по эскизам профессора Шепера: основная масса стен осталась краснокирпичной, а эркеры, углы и подъезды были покрыты белой штукатуркой. Каждый дом получил собственную уникальную супрематическую композицию фасада, которая наравне с нумерацией корпусов служила навигацией по кварталу. Впоследствии подобное решение использовал другой участник АСНОВА А. С. Фуфаев в проекте Буденновского посёлка на Большой почтовой улице. В домах были использованы типовые квартирные «секции Моссовета», а для улучшения инсоляции жилых помещений все окна комнат и балконы были ориентированы на юго-восток и юго-запад, а окна кухонь и ванных — на север.
Из предусмотренных проектом 24 корпусов были построены 15. Не были возведены дома по красной линии Хавской и Шаболовской улиц. Застройка квартала завершилась в 1960-х — 1980-х годах с уплотнением существующего массива типовыми панельными башнями, расположенными, впрочем, с учётом оригинальной градостроительной идеи АСНОВА. Большая часть домов 1930 года постройки была реконструирована с заменой перекрытий на железобетонные, надстройкой технических этажей, пристройкой лифтов и демонтажом части балконов. Фасады домов были оштукатурены в тон с новыми панельными домами, и оригинальное цветовое решение было утеряно. Клубный корпус был надстроен на 4 этажа, которые заняли жилые помещения, но его первый этаж сохранил общественные функции: там работает арт-галерея «На Шаболовке», внутри которой в 2017 году был создан краеведческий центр «Музей авангарда».